# Bågform
Bågform är en musikalisk struktur. Bågformen baseras på upprepning i omvänd ordning för alla, eller de flesta musikaliska sektionerna i ett musikstycke, så att den övergripande formen blir symmetrisk, oftast omkring en central sektion. Sektionerna behöver inte upprepas exakt, men de måste åtminstone dela tematiskt material.
Bågformen skapar intresse genom samspelet mellan "minne, variation och progression." Även om formen verkar vara statisk och undviker utveckling, skapar paren av sektionerna en "enkelriktad process" med centrum, och formen "skapar specifika uttrycksmöjligheter som annars skulle vara otillgängliga för verket som helhet." (Wilson 1992, s. 32)
Béla Bartók använder bågformen, till exempel i sina fjärde och femte stråkkvartetter, Konserten för orkester, den andra pianokonserten, och, i mindre utsträckning, i den andra violinkonserten. Samuel Barbers Adagio för stråkar och Sjostakovitjs Stråkkvartett nr 8 i c-moll använder också bågformen.
Den mest populära bågformen strukturen är ABCBA.